# Ak-Buz
Ak-Buz a Csillagok háborúja elképzelt univerzumának egyik szereplője.

## Leírása
Ak-Buz a weequay fajhoz tartozó barna hajú férfi, aki Jabba, a hutt Khetanna nevű vitorláshajójának kapitánya volt. A Sriluur nevű bolygón született. 4 ABY-ben Dannik Jerriko megöli Ak-Buzt. A holttestre Porcellus, a palota szakácsa bukkan rá, de a gamorrei Gartogg azt mondja neki, hogy a weequay csak alszik. Később Porcellusnak kellett megszabadulnia a halott Ak-Buztól, aki egy szeméttározóba rakta a holttestet. Végül Barada, a klatooini rabszolga találta meg.

## Megjelenése a könyvekben, videójátékokban
Az alábbi lista bemutatja a könyveket és videójátékot, amelyekben Ak-Buz szerepel, vagy meg van említve:
- Out of the Closet: The Assassin's Tale
- Taster's Choice: The Tale of Jabba's Chef
- And Then There Were Some: The Gamorrean Guard's Tale
- The Great God Quay: The Tale of Barada and the Weequays
- Star Wars: Jedi Knight II: Jedi Outcast

## Fordítás
- Ez a szócikk részben vagy egészben az Ak-Buz című Wookieepedia-szócikk ezen változatán alapul. Az eredeti cikk szerkesztőit annak laptörténete sorolja fel.